# Chimie industrielle
La chimie industrielle est l'activité économique qui produit des molécules et autres composés chimiques en grande quantité, dite industrielle, en exploitant les technologies du génie chimique.
Les produits chimiques utilisés de manière massive proviennent soit de la commercialisation de matières premières brutes ou sommairement conditionnées, soit de traitements et autres procédés industriels exploitant ces matières premières. On aura par exemple des engrais pratiquement livrés sans traitement après extraction, ou au contraire plus ou moins substantiellement améliorés par la chimie industrielle pour en augmenter l'efficacité ou la valeur marchande.
Au contraire, l'exploitation du pétrole suppose toujours le déploiement d'une technologie chimique spécifique au sein d'usines de raffinage.